# Mary Sidney
Mary Sidney (27 octobre 1561–25 septembre 1621), comtesse de Pembroke, est une femme de lettres britannique, l'une des mieux éduquées de son temps, qui développe avec son frère, le poète Philip Sidney, l'un des plus prestigieux cercles littéraires de l'histoire anglaise.

## Biographie

### Jeunesse et famille
Mary Sidney est née le 27 octobre 1561 à Tickenhill Palace dans la paroisse de Bewdley, Worcestershire. Elle est l'un des sept enfants d'Henry Sidney et de Mary Dudley. Leur premier fils est Sir Philip Sidney (1554-1586), et leur second est Robert Sidney (1er comte de Leicester) (1563-1626). Durant son enfance, elle passe beaucoup de temps à la cour, où sa mère est une dame de compagnie et une proche confidente de la reine Élisabeth Ire. Comme son frère Philip, elle reçoit une éducation humaniste comprenant la musique, la broderie, ainsi que le français et l’italien. Après la mort de sa jeune sœur Ambrosia en 1575, la reine lui demande de revenir à la cour pour devenir fille d'honneur.
Elle est aussi la tante de Mary Wroth, première romancière anglaise.

### Mariage et descendance
En 1577, Mary Sidney épouse Henry Herbert, 2e comte de Pembroke (1538-1601), fils de William Herbert et d'Anne Parr, un proche allié de sa famille. Le mariage est arrangé par son père et son oncle, Robert Dudley, comte de Leicester. En tant que comtesse de Pembroke, Mary a la responsabilité d'un certain nombre de domaines dont Ramsbury, Ivychurch, Wilton House, et le château de Baynard à Londres, où l'on sait qu'elle y a reçu la reine Élisabeth.
Elle a quatre enfants avec son époux :
- William Herbert, 3e comte de Pembroke (1580-1630),
- Katherine Herbert (1581-1584), morte enfant,
- Anne Herbert (1583-1603), l'on spécule qu'elle aussi était écrivain,
- Philip Herbert, 4e comte de Pembroke (1584-1650), successeur de son frère en 1630. Philip et son frère sont le "couple incomparable de frères" à qui le Premier Folio de Shakespeare est dédié en 1623.

### Veuvage
Son époux meurt en 1601. Son décès la laisse avec moins de ressources financières que ce qu'elle pouvait attendre.
En plus des arts, Mary a un grand nombre de centres d'intérêt. Elle a un laboratoire de chimie à Wilton House, où elle travaille sur des médicaments et une encre invisible.
De 1609 à 1615, Mary Sidney passe probablement la plupart de son temps à Crosby Hall à Londres. Elle voyage avec son docteur, Sir Matthew Lister, à Spa en Belgique. L'on pense qu'elle épouse Lister, mais il n'y a aucune preuve tangible.
Elle meurt de la variole le 25 septembre 1621, à l'âge de 59 ans, dans sa maison d'Aldersgate Street à Londres, peu de temps après que le roi Jacques Ier lui ai rendu visite dans sa tout juste achevée propriété d'Houghton House dans le Bedfordshire. Après de grandes funérailles dans la cathédrale Saint-Paul, elle est inhumée en la cathédrale de Salisbury, près de son mari dans le caveau de la famille Herbert.

## Carrière littéraire

### Le cercle de Wilton House
Mary Sidney transforme Wilton House en un "paradis pour les poètes", abritant le "Wilton Circle," un groupe d'écrivains et poètes à qui elle offre son hospitalité, dont Edmund Spenser, Samuel Daniel, Michael Drayton et Ben Jonson. John Aubrey écrit : « Wilton House était comme une université, tant il y avait de personnes cultivées. Elle était la plus grande, par sa sagesse et sa culture de toutes les mécènes de son temps. » Mary Sidney reçoit plus de dédicaces littéraires que n'importe quelle autre femme (hors celles de la famille royale) de son époque. Elle est considérée comme sa muse par Samuel Daniel qui la surnomme dans un de ses poèmes Delia, une anagramme pour idéal.
Certains témoignages rapportent que le roi Jacques s'est rendu à Wilton House sur le chemin de son couronnement en 1603 et qu'il y séjourne encore après pour éviter la peste.
Son frère Philip Sidney écrit la plupart de son Arcadia, qu'elle fait publier, auprès d'elle à Wilton House. Il y aurait aussi commencé sa traduction en anglais du Livre des Psaumes.

### Le Livre des Psaumes
Philip Sidney a achevé 43 des 150 psaumes quand il meurt lors d'une campagne contre les Espagnols aux Pays-Bas en 1586. Elle termine sa traduction, composant les psaumes 44 à 150 en utilisant une variété éblouissante de formes de vers, et en utilisant la Geneva Bible de 1560 et les commentaires de Jean Calvin et de Théodore de Bèze. Hallett Smith surnomme le psautier « l'école de la versification anglaise ». Une copie complète est préparée pour la reine Élisabeth Ire en 1599, en prévision de sa venue à Wilton, mais la visite est finalement annulée. L'œuvre est souvent désignée comme les Sidney Psalms ou les Sidney-Pembroke Psalter et est considérée comme l'une des plus grandes influences de la poésie lyrique religieuse anglaise de la fin du XVIème et du début du XVIIe siècle. John Donne écrit un poème célébrant ces psaumes et décrétant qu'il considére l'Église d'Angleterre comme pauvre et incomplète tant que ses psautiers officiels ne seraient pas composés sur le modèle de Philip et Mary Sidney.
Bien que les psaumes ne soient pas imprimés de son vivant, les manuscrits connaissent une importante diffusion. Il existe encore aujourd'hui 17 de ces manuscrits. Une gravure posthume montre Mary les tenant.
Son influence littéraire influence est visible par son mécénat, par son travail de publication des œuvres de son frère et par ses propres productions de poèmes, de pièces de théâtre ou de traductions. Parmi les poètes contemporains de Mary ayant salué son travail, l'on trouve Samuel Daniel, John Donne, Michael Drayton, Sir John Harington, Ben Jonson, Emilia Lanier et Thomas Muffet. L'importance et l'influence de sa traduction du Livre des Psaumes sont évidentes dans les poèmes de Barnabe Barnes et d'Henry Constable ; son influence sur la poésie religieuse des auteurs plus récents que sont Donne, George Herbert, Henry Vaughan et John Milton est publiquement reconnue depuis que Louis Martz l'a placée à l'émergence du courant de la poésie religieuse du XVIIe siècle.
L'influence de Mary Sidney est déterminante dans l'impression de l'ouvrage de son frère An Apology for Poetry, et elle diffuse les manuscrits des "Sidney–Pembroke Psalter" au même moment. Cette simultanéité suggère une continuité entre ces deux œuvres : les deux plaident, sous deux formes différentes, pour l'usage de la poésie à des fins d'instruction morale et religieuse.

### Autres travaux
Sa tragédie Antonius est une traduction de la pièce Marc-Antoine de 1578 de Robert Garnier. Mary est connue pour avoir traduit deux autres œuvres : l'Excellent discours de la vie et de la mort de Philippe Duplessis-Mornay, qui fut publié avec Antonius en 1592, et le Triomphe de la Mort (extrait des Triomphes) de Pétrarque, qui est diffusé sous forme de manuscrit. Parmi ses poèmes originaux, l'on trouve la pastorale A Dialogue betweene Two Shepheards, Thenot and Piers, in praise of Astrea et deux dédicaces, l'une à la reine Élisabeth Ire et l'autre à son frère Philip, que l'on retrouve dans le manuscrit de Tixall.
À partir de 1591, le comte et la comtesse de Pembroke sont les mécènes de la compagnie de théâtre des Pembroke's Men, une des premières à jouer les œuvres de Shakespeare. Selon un témoignage, la compagnie de Shakespeare, "The King's Men" a donné des représentations à Wilton House durant cette période.

## Lien avec Shakespeare
Il y a des spéculations sur l'attribution des sonnets de Shakespeare à Mary Sidney. Pour la professeure Robin P. Williams (en) il existe un faisceau de preuves indiquant que Mary Sidney pourrait avoir composé les sonnets attribués à Shakespeare, 17 d'entre eux pressant son frère de se marier et la plupart des autres étant adressés à son amant, Mathew Lister. La professeure Williams reconnaît également la liaison des deux amants dans la pièce Tout est bien qui finit bien. La professeure reconnaît qu'il n'y a dans ce cas aucune preuve tangible, mais fait remarquer que les connaissances précises montrées dans la pièce dans les domaines de la navigation, du tir à l'arc, de la fauconnerie, de l'alchimie, de l'astronomie, de la cuisine, de la médecine et des voyages correspondent à ce que nous connaissons de la vie et des centres d'intérêt de Mary Sidney.
Son épitaphe poétique, attribuée à Ben Jonson mais qui a certainement été composée plus tôt par William Browne et par son propre fils William, nous montre combien elle est estimée de son temps :
Underneath this sable hearse,
Lies the subject of all verse,
Sidney's sister, Pembroke's mother.
Death, ere thou hast slain another
Fair and learned and good as she,
Time shall throw a dart at thee.
En 2024, Aurore Evain s'appuie sur les recherches de l’américaine Robin P. Williams sur cette question, et en tire un spectacle et un ouvrage, tous deux intitulés Mary Sidney alias Shakespeare''''.